# Musophaga
Musophaga es un género de aves Musophagiformes perteneciente a la familia Musophagidae.

## Especies
El género contiene dos especies:
- Musophaga violacea - Turaco violáceo;
- Musophaga rossae - Turaco de Ross.